# Still Alive... and Well?
Still Alive... And Well? —en español: Aún vivo... ¿Y bien?— es una compilación del grupo de thrash metal Megadeth, lanzada el 10 de septiembre de 2002. La primera mitad del álbum tiene las canciones en vivo grabadas en el Rialto Theatre de Tucson, Arizona, el 17 de noviembre de 2001, mientras que la segunda mitad del álbum contiene grabaciones de estudio tomadas de The World Needs a Hero.

## Lista de canciones
Todas las canciones compuestas por Dave Mustaine, excepto ya las indicadas.
1. "Time/Use the Man" [en vivo] (Mustaine, Marty Friedman) – 6:27
2. "The Conjuring" [en vivo] – 5:26
3. "In My Darkest Hour" [en vivo] (Mustaine, David Ellefson) – 5:29
4. "Sweating Bullets" [en vivo] – 4:43
5. "Symphony of Destruction" [en vivo] – 5:24
6. "Holy Wars...The Punishment Due" [en vivo] – 8:51
7. "Moto Psycho" – 3:05
8. "Dread and the Fugitive Mind" – 4:24
9. "Promises" (Mustaine, Al Pitrelli) – 4:26
10. "The World Needs a Hero" – 3:52
11. "Burning Bridges" – 5:20
12. "Return to Hangar" – 4:00

## Miembros
- Dave Mustaine – vocalista, guitarra
- David Ellefson – bajo
- Al Pitrelli – guitarra, coros
- Jimmy DeGrasso – batería

- Datos: Q1326167